# هاندلي بيج إتش بي 54 هارو
هاندلي بيج إتش بي 54 هارو (بالإنجليزية: Handley Page H.P.54 Harrow)‏ هي قاذفة قنابل أنتجت في 1936 ببريطانيا. من صناعة هاندلي بيج. كانت تستخدم بشكل أساسي من قبل سلاح الجو الملكي. كان أول طيران لها في 10 أكتوبر 1936. دخلت الخدمة في 1937، انتهت خدمتها في 1945. صنع منها 100 طائرة.